# Херби Хенкок
Херберт Џефри „Херби“ Хенкок (енгл. Herbert Jeffrey „Herbie“ Hancock; рођен 12. априла 1940, Чикаго, САД) је амерички џез пијаниста и композитор.
Са седам година започео је са класичним музичким обратзовањем, а са 11 је, као млади таленат, свирао са Чикашком филхармонијом. Започео је стурије технике, али је убрзо постао професионални музичар и са 22 године снимио прву плочу са сопственим композицијама.
Средином 1960-их година свирао је у једном од најважнијих џез група свих времена – у квинтету трубача Мајлса Дејвиса, са саксофонистом Вејном Шортером, басистом Роном Картером и бубњарем Тонијем Вилијемсом. 
Крајем 1960-их почео је да експериментише са електричним клавиром и укључио се у правац џез фузије. Основао је сопствене групе Мвандиши (Mwandishi), са којом је изводио џез фузију, и Хед хантерс, са којом је кренуо ка комерцијалнијим формама фанк џеза. Критика није добро прихватила овај заокрет, али је Хенкок истовремено свирао озбиљан џез, на пример у групи В. С. О. П. у којој су свирали сви чланови поменутог квинтета Мајлса Дејвиса осим самог Дејвиса кога је заменио Фреди Хабард.
И касније је Хенкок тражио равнотежу између електричног и акустичног клавира и између џеза и комерцијалних форми фанка, попа и сличног. Свирао је у разним поставама и издао велики број албума/ЦД-ова.
Сматрају га једном од највећих џез пијаниста последњих деценија. Иако склон екпериментима, успео је да задржи мелодичност својих композиција. Освојио је десет Греми награда и Оскара за музику у филму о џезу Око поноћи (1986). 